# Tanta
Tanta (in arabo طنطا‎?, Ṭanṭā) è una città dell'Egitto, capoluogo del governatorato di Gharbiya.
Si trova nella regione del delta del Nilo a circa 94 km a nord del Cairo e 150 km a sud-est di Alessandria d'Egitto.

## Geografia fisica
La città si trova lungo il canale di irrigazione detto Canale di Shibin, quasi a metà strada tra il ramo di Rosetta (a ovest) e quello di Damietta (a est) del Nilo. È collegata al Cairo e ad Alessandria da una superstrada; è anche un importante nodo ferroviario per il collegamento del Cairo ad Alessandria e Damietta.
Tanta è un attivo centro agricolo, con industrie tessili per la lavorazione del cotone e industrie alimentari. È inoltre famosa per i suoi dolci, degustati durante le feste del mawlid.
Nella principale moschea della città, detta al-Sayyid al-Badawi, si trova la tomba del riverito sufi islamico Ahmad al-Badawi fondatore della Confraternita islamica della Badawiyya.

## Cultura
Tanta è sede di un'importante università. Fu fondata nel 1962 come succursale dell'Università di Alessandria, con la sola facoltà di Medicina. Successivamente si aggiunsero le facoltà di Scienze, Agricoltura e Istruzione e l'università diventò autonoma nel 1972 con il nome di Università del Medio Delta. Infine diventò Università di Tanta nel 1973. Da allora si sono aggiunte le facoltà di Ingegneria nel 1977, la facoltà di Diritto nel 1981, l'istituto di Scienze Infermieristiche e la facoltà di Medicina Veterinaria nel 1982, poi la facoltà di Agraria nel 1992, e, infine, la facoltà di Educazione Fisica nel 1994.